# 深作健太
深作 健太（ふかさく けんた、1972年9月15日 - ）は、日本の映画監督・演出家・脚本家。
東京都出身。成城大学文芸学部卒業。父は映画監督の深作欣二、母は女優の中原早苗、祖父（早苗の父）は俳優の藤尾純。名前の由来は、中原によると、俳優の今井健二が名付け親で健は高倉健、太は菅原文太から取った。

## 人物
5歳の時、父・欣二に連れられ、映画『柳生一族の陰謀』、『宇宙からのメッセージ』が撮影されていた東映京都撮影所へ行った。欣二を慕う役者たちの存在は父への尊敬を膨らまし、「ケン坊、これ終わったら次は宇宙人の役やでえ」と声かけられ、「何とおもしろい世界だろうか」と思っていた。幼い頃から遊んでくれた千葉真一や真田広之がスクリーンの中で輝いていたことに感動し、ふだんの姿と役柄の違いを「裏側から楽しむ」ようになり、映画に惹かれていく。
大学卒業後、清掃会社に就職。その後、フリーの助監督として東映テレビ・プロダクションでスーパー戦隊シリーズ、映画『身も心も』（97）、『時雨の記』（98）、「おもちゃ』（98）などの作品につく。
脚本、プロデュースを担当していた『バトル・ロワイアルII 【鎮魂歌】』の撮影開始直後に監督である父の欣二が入院、翌2003年初頭に死去したため、その後の監督を引き継ぎ完成させた。そのため実質的に『バトル・ロワイアルII 【鎮魂歌】』が深作健太作品となり、監督第1作となる。
早稲田大学教授の石原千秋は、成城大学勤務時代の教え子だった深作について、「彼は横光利一『上海』に色を感じると書いて、レポートに24色の色鉛筆を駆使した奇妙な物語展開図を付表として付けてきた。さっぱりわからなかったので、敬意を払って90点を付けた。翌年の卒業論文は「悦（よろこ）びの王権」と題する谷崎潤一郎『細雪』論だった。副査の教員が「修士論文でも十分通用する」と感嘆したほどの出来だった。僕は教員として「わからないものにはとりあえず1票」という姿勢を採ることにしている。」と述べている。
近年では演劇やオペラ、テレビドラマの演出にも、活動の場を広げている。

## 受賞
- 『バトル・ロワイアル』 第24回日本アカデミー賞優秀脚本賞、第20回藤本賞新人賞受賞
- 『バトル・ロワイアルII 【鎮魂歌】』 第58回毎日映画コンクール脚本賞受賞

## 主な作品

### 映画
- 時雨の記（1998年11月14日、監督助手）
- バトル・ロワイアル（2000年12月16日、脚本・プロデュース）
- バトル・ロワイアル 特別篇（2001年4月7日、脚本・プロデュース）
- バトル・ロワイアルII 【鎮魂歌】（2003年7月5日、監督・脚本・プロデュース）
- バトル・ロワイアルII 【特別篇】REVENGE（2005年、監督・脚本・プロデュース）
- 同じ月を見ている（2005年11月19日、監督）
- スケバン刑事 コードネーム=麻宮サキ（2006年9月30日、監督）
- XX（エクスクロス） 魔境伝説（2007年12月1日、監督）
- 完全なる飼育 メイド、for you（2010年1月30日、監督）
- クロネズミ（2010年6月10日、監督）
- バトル・ロワイアル3D（2010年11月20日、監修・脚本・プロデュース）
- 僕たちは世界を変えることができない。But,We wanna build a school in Cambodia.（2011年9月23日、監督）
- 夏休みの地図（2013年8月17日、監督）[7]
- ケンとメリー 雨あがりの夜空に（2013年11月9日、監督）
- STANCE PUNKS 25周年記念映画　すべての若きクソ野郎どもへ（2025年5月17日、監督）

### 演劇
- 罠（2010年5月、演出 天王洲銀河劇場ほか）…舞台演出デビュー作
- カレーライフ（2011年5月、演出 天王洲銀河劇場ほか）
- 宮地大介第一回単独公演「ディスクジョッキーを黙らせろ」vol.深作健太（2012年3月、演出 笹塚ファクトリー）
- カワイクなくちゃいけないリユウ（2012年6月、演出 新国立劇場ほか）
- 里見八犬伝（2012年11月、演出 新国立劇場ほか）
- 渇いた太陽 （2013年11月、演出 シアタークリエほか）
- Be Here Now（2014年7月、演出 シアターグリーン）
- 里見八犬伝（2014年10月、演出 新国立劇場ほか）
- スワン（2014年12月、演出 紀伊国屋ホールほか）
- シアワセでなくちゃいけないリユウ＋カワイクなくちゃいけないリユウ（2015年1月、演出 新国立劇場ほか）
- TABU タブー（2015年6月、演出 新国立劇場ほか）
- MORSE モールス（2015年11月、演出 東京グローブ座ほか）
- 闇狩人（2016年5月、演出 原作：坂口いく 天王洲銀河劇場ほか）
- 裁判劇 Terror テロ（2016年8月、上演台本・演出 兵庫芸術文化センターほか）
- 音楽劇 夜のピクニック（2016年9月、演出 水戸芸術館ACM劇場)

- スルース〜探偵〜（2016年11月 - 12月、演出 新国立劇場ほか）[8]
- 里見八犬伝（2017年4月、演出 文京シビックホールほか）
- 罠（2017年7月、演出 サンシャイン劇場ほか）
- いつもいつも君を憶ふ（2018年1月、演出 俳優座劇場）
- 奏劇 ライフ・コンチェルト ある教誨師の物語（2018年8月、演出 紀伊国屋ホール）
- 暗くなるまで待って（2019年1月、演出 サンシャイン劇場ほか）
- ちょっと今から仕事やめてくる（2019年6月、演出 CBGKシブゲキ）
- 里見八犬伝（2019年10月、演出 中野ZERO大ホール、明治座ほか）
- Symphonic Drama 火の鳥 黎明編（2020年2月、演出 舞浜アンフィシアター）
- 音楽劇 夜のピクニック（2020年9月、演出 水戸芸術館）
- 火の顔（2021年3月、演出 吉祥寺シアター 第一回深作組プロデュース）
- 神・鬼・麗 三大能（2021年8月、総合監督 映像配信）
- UNDER STUDY アンダースタディ（2021年8月、演出 東京芸術劇場ほか）
- CEDAR×深作組 ブリキの太鼓（2021年8月、演出 サンモールスタジオ）
- ドン・カルロス（2021年11月、演出 紀伊国屋ホールほか）
- CEDAR×深作組 ブリキの太鼓（2022年5月、演出 サンモールスタジオ）
- オルレアンの少女（2022年10月、演出 シアタートラムほか）
- 奏劇 Trio 君の声が聴こえる（2022年12月、演出 よみうり大手町ホール）
- 火の顔 / アンティゴネ（2023年4月、演出 吉祥寺シアター）
- ファンファーレ!! 響き続けた吹奏楽部の物語（2023年7月、演出 水戸市民会館開館記念事業）
- 未婚の女（2023年10月、演出 銕仙会能楽研修所）
- ノラ ーあるいは、人形の家ー（2024年5月、演出 銕仙会能楽研修所、水戸芸術館ACM劇場特設能舞台）
- 罠（2024年10月、演出 よみうり大手町ホールほか）
- ルルー地霊・パンドラの箱ー（2024年12月、演出　シアター・アルファ東京）
- 真夜中に起こった出来事（2025年3月、演出　よみうり大手町ホールほか）
- 新 鶴姫伝説 〜鎧に白い花を〜（2025年4月、演出　坊っちゃん劇場）
- フェードラ ー炎の中でー（2025年6月、演出　銕仙会能楽研修所）
- 酔いどれ天使（2025年11月、演出　明治座ほか）

### オペラ
- R.シュトラウス「ダナエの愛」（2015年10月 日本初演、演出 東京二期会）[9]
- R.ワーグナー「ローエングリン」（2018年2月、演出 東京二期会）
- L.V.ベートーヴェン「フィデリオ」（2020年9月、演出 東京二期会）
- R.ワーグナー「さまよえるオランダ人」（2025年9月、演出 東京二期会）

### 朗読劇
- 朗読 罠（2010年12月、演出 天王洲銀河劇場）
- 朗読 カレーライフ（2011年12月、演出 サンシャイン劇場）
- リーディング カワイクなくちゃいけないリユウ（2013年2月、演出 新国立劇場）
- 橋爪功 ちょっぴりコワイ話（2013年5月、演出 兵庫芸術文化センターほか）
- 橋爪功 ちょっぴりゾッとする話（2014年6月、9月 演出 兵庫芸術文化センターほか）
- リーディング シアワセでなくちゃいけないリユウ（2015年12月、演出 天王洲銀河劇場）
- 声の優れた俳優によるドラマリーディング日本文学名作選第一弾 「それから」（2016年3月、構成・演出 紀伊国屋サザンシアター）
- 声の優れた俳優によるドラマリーディング日本文学名作選第二弾 「三四郎／門」（2016年12月、構成・演出 TOKYO FMホール）
- 声の優れた俳優によるドラマリーディング日本文学名作選第三弾 「こゝろ」（2017年2月、構成・演出 東京グローブ座）
- 声の優れた俳優によるドラマリーディング日本文学名作選第四弾 「三四郎／門、それから」（2017年5月、構成・演出 紀伊国屋サザンシアター）
- 声の優れた俳優によるドラマリーディング日本文学名作選第五弾 「銀河鉄道の夜」（2017年10月、構成・演出 TOKYO FMホール）
- 声の優れた俳優によるドラマリーディング日本文学名作選第六弾 「舞姫事件〜鷗外輪舞曲〜」（2018年4月、構成・演出 紀伊国屋サザンシアター）
- 声の優れた俳優によるドラマリーディング日本文学名作選第七弾 「三つの愛と殺人〜芥川、太宰、安吾〜」（2018年10月、構成・演出 紀伊国屋サザンシアター）
- 世界遺産劇場 「こゝろ」（2018年10月、構成・演出 奈良興福寺中金堂落慶記念）
- 声の優れた俳優によるドラマリーディング海外文学名作選第一弾 「ハムレット」（2019年1月、構成・演出 紀伊国屋サザンシアター）
- 声の優れた俳優によるドラマリーディング日本文学名作選第八弾 「草枕〜漱石とグールド〜」（2019年2月、構成・演出 紀伊国屋サザンシアター）
- 古事記〜出雲国神話集〜（2019年3月、構成・演出 出雲大社遷宮完遂記念）
- 声の優れた俳優によるドラマリーディング日本文学名作選第九弾 「こゝろ」（2019年5月、構成・演出 紀伊国屋サザンシアター）
- 橋爪功リーディングシアター 「テロ」「居心地の悪い部屋」（2019年7月、演出 兵庫芸術文化センター）
- 豊川市民朗読劇 「ハイネさん 〜豊川海軍工廠をめぐる物語〜」（2019年8月、演出 ウィンディアホール）
- リーディング シェイクスピア「ロミオとジュリエット」（2019年12月、構成・演出 サンシャイン劇場）
- 声のプロフェッショナルが奏でる日本文学 「吾輩は猫である〜はじまりの漱石」（2020年10月、構成・演出 紀伊国屋サザンシアター）
- リーディング シェイクスピア「マクベス」（2020年12月、構成・演出 サンシャイン劇場）
- リーディング シェイクスピア「ロミオとジュリエット」（2021年4月、構成・演出 昭和音楽大学テアトロジーリオショウワ）
- 声のプロフェッショナルが奏でる日本文学 「三つの愛と、厄災 パンデミック」（2021年10月、構成・演出 紀伊国屋ホール）
- 堀井美香朗読会yomibasho vol.1 「羅生門／灯籠／赤い蝋燭と人魚」（2022年6月、構成・演出  代々木上原ムジカーザ）
- 堀井美香朗読会yomibasho vol.2 三浦綾子「母  小林多喜二と母セキ」（2022年12月、構成・演出  市ヶ谷ルーテルホール）
- 江戸川乱歩 名作朗読劇 「孤島の鬼」（2023年1月、構成・演出 紀伊国屋サザンシアター）
- 堀井美香朗読会yomibasho vol.3 三浦綾子「母  小林多喜二と母セキ」（2023年6月、構成・演出 あきた芸術劇場ミルハス）
- 朗読劇「胡蝶ノ、ユメ」（2023年8月、演出 TOKYO FMホール）
- 江戸川乱歩 名作朗読劇 「怪人二十面相ー暗黒星ー」（2024年2月、構成・演出 博品館劇場）
- 堀井美香朗読会yomibasho vol.4 三浦綾子「泥流地帯」／「母」2024年7月、構成・演出 東京文化会館 小ホール）
- 江戸川乱歩 名作朗読劇 「少年探偵団」（2024年9月、構成・演出 紀伊國屋サザンシアター）
- 堀井美香朗読会yomibasho 三浦綾子「母」2024年10月、構成・演出 東京文化会館 小ホール）
- SF空想科学朗読劇「宇宙戦争」（2025月1月、構成・演出 有楽町 I'M A SHOW）

### テレビドラマ
- 黒い報告書 女と男の事件ファイル「孤独」第一の報告書：「かげぼうしの女」（2012年6月9日、BSジャパン）テレビドラマ初監督
- 黒い報告書 女と男の事件ファイルII「仮面」 第三の報告書：「リア充の女」（2012年12月8日、BSジャパン）
- 黒い報告書 女と男の事件ファイルIII 「誤解」 第五の報告書:「たかる女」（2013年7月6日、BSジャパン）

### テレビアニメ
- ブレイド（2011年、シリーズ構成・脚本）

### ラジオドラマ
- 風立ちぬ（2021年、演出 TBSラジオ 宮崎駿原作）

### 短編映画
- 斬〜KILL〜「こども侍」（2008年、監督）
- ジョーのかけおち（2010年、監督）
- シネマ☆インパクト/胸が痛い（2012年、監督）
- のどぼとけ（2013年、監督）

### 携帯ドラマ
- 奇妙な恋の物語 第二話「恋するエスパー」（2014年7月、UULA）

### ミュージックビデオ
- 長渕剛「Come on stand up!」DVD The making of 19R（2007年、演出）
- Hibikilla「仁」「最悪ノ事態」（2011年、演出）

### ラジオ
- THE NEVER ENDING STORY FMヨコハマ （2017年、パーソナリティ 共演 世名加奈）

### コンサート
- JET STREAM 2014“LIVE IN CONCERT”（2014年3月、演出）
- JET STREAM 2015“LIVE IN CONCERT”（2015年3月、演出）

### ゲーム
- 荒野行動（2018年、日本首席ストーリーアドバイザー）